# Y-12 National Security Complex

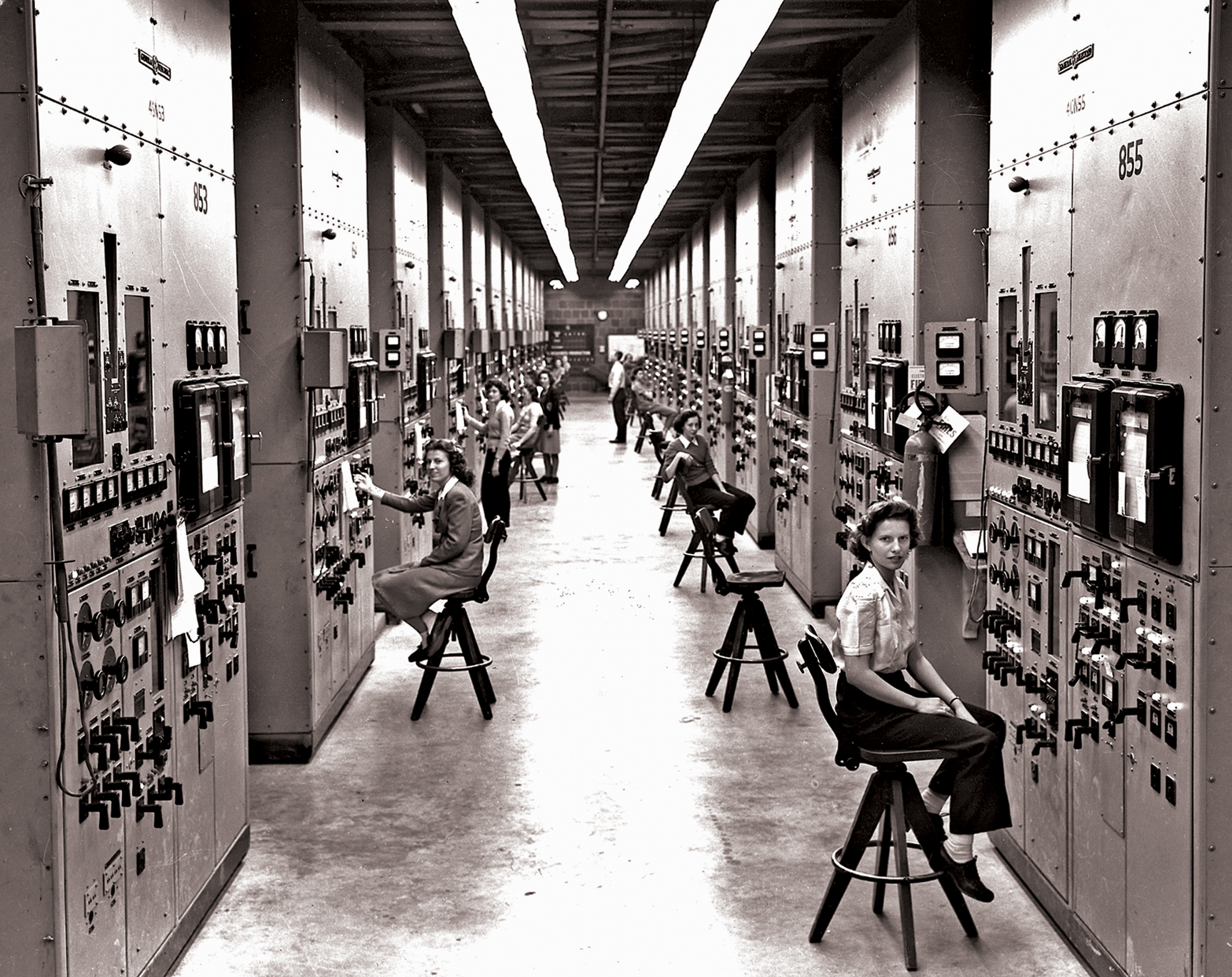
Au Y-12 National Security Complex, des employées du projet Manhattan manipulent les panneaux de contrôle de calutrons servant à fabriquer de l'uranium 235. Photo prise entre 1943 et 1945 par Ed Westcott.
Les consignes de sécurité au centre de recherche sont très sévères à l'époque. Par exemple, la dame qui est à l'avant-plan à la droite a toujours ignoré les raisons de son travail jusqu'au début du XXIe siècle. C'est seulement lorsqu'elle visite les installations du centre et remarque cette photo, qu'elle apprend le but de son travail qui a duré huit mois.

Le Y-12 National Security Complex est un centre de recherche nucléaire exploité sous la responsabilité de l'administration nationale de la sécurité nucléaire, au sein du département de l'Énergie des États-Unis. 
Situé à Oak Ridge (Tennessee) aux États-Unis, près du Laboratoire national d'Oak Ridge (sans en faire partie), il a été créé en 1943 dans le cadre du projet Manhattan, pour enrichir l'uranium nécessaire aux premières bombes atomiques. Il est considéré comme le berceau de la bombe atomique. 
Après la Seconde Guerre mondiale il est aussi devenu une usine de fabrication de composants d'armes nucléaires et de composants à des fins de défense connexes. 

## Histoire
Y-12 était le nom de code désignant durant la Seconde Guerre mondiale l'usine de séparation électromagnétique d'isotopes produisant de l'uranium enrichi aux Clinton Engineer Works à Oak Ridge dans le cadre du projet Manhattan. 
La construction a débuté en février 1943, pilotée par Stone & Webster. 
Une pénurie de cuivre induite par la guerre a fait que les énormes bobines électromagnétiques ont été faites avec 14 700 tonnes d'argent de monnaie prélevées dans les coffres du gouvernement américain à West Point,. Quand le colonel Kenneth D. Nichols a rencontré le sous-secrétaire au Trésor, Daniel W. Bell pour lui demander cinq à dix mille tonnes d'argent, Bell, stupéfait lui a répondu : « Colonel, au Trésor, nous ne parlons pas de tonnes d'argent ; notre unité est l'once troy ». Le projet Manhattan étant prioritaire, on lui a prêté 395 millions d'onces troy d'argent (12 300 tonnes) pour la durée du projet. Des gardes spéciaux et des comptables ont été affectés au gardiennage et au suivi de cet l'argent (à la fin de la guerre, moins de 0,036 % sur plus de 300 millions de dollars d'argent avaient été perdus dans le processus, le reste étant retourné au Trésor).
L'installation Y-12 a commencé à fonctionner dès novembre 1943, séparant l'uranium 235 de l'uranium naturel, qui est à 99,3 % d'uranium 238, en utilisant des calutrons pour effectuer la séparation électromagnétique des isotopes. 
C'est le complexe Y-12 qui a produit l'uranium 235 de Little Boy, la bombe nucléaire larguée sur Hiroshima le 6 août 1945. Et K-25, une autre installation d'Oak Ridge, a produit de l'uranium enrichi par diffusion gazeuse mais n'a commencé à fonctionner qu'en mars 1945, fournissant de l'uranium légèrement enrichi aux bêta-calutrons de Y-12 ;  la quantité d'uranium 235 nécessaire à Little Boy a été disponible au début de l'été 1945. 
L'usine de diffusion thermique S-50 a aussi alimenté les bêta-calutrons de Y-12.
Tennessee Eastman a été missionné par le Corps des ingénieurs de l'armée américaine pour gérer le site Y-12 durant le projet Manhattan. La société a transféré des scientifiques de Kingsport (Tennessee) sur le site et y a exploité l'usine de 1943 à mai 1947. 
Les unités de l'usine de séparation électromagnétique Y-12 ont d'abord été testées par des scientifiques de Berkeley afin d'éliminer les bogues et atteindre un rendement raisonnable. Elles ont ensuite été remises à des opérateurs formés du Tennessee Eastman qui n'avaient qu'un diplôme d'études secondaires. 
Nichols a comparé les données de production unitaire et a souligné au physicien Ernest Lawrence que les jeunes filles « montagnardes » opéraient plus efficacement que ses docteurs en science. Ils ont accepté une course à la production, que Lawrence a perdu, ce qui a renforcé le moral des travailleurs et superviseurs du Tennessee Eastman. Les jeunes femmes avaient été « entraînées comme des soldats » sans comprendre leur tâche, alors que « les scientifiques ne pouvaient s'abstenir d'investiguer longtemps les causes des fluctuations, même mineures, des cadrans ».

## Gestion
En 1947, Union Carbide remplace Tennessee Eastman comme exploitant, jusqu'en 1984, date à laquelle Union Carbide a renoncé au contrat d'exploitation des installations d'Oak Ridge du DOE. 
La société Martin Marietta (qui deviendra Lockheed Martin) remporte alors le contrat pour reprendre l'exploitation.
B&W Y-12 (anciennement appelé « BWXT Y-12 »), une entreprise conjointe du  bureau d'études Babcock & Wilcox (anciennement appelé BWX Technologies (en)) succède à Lockheed Martin en novembre 2000.
Ce complexe est actuellement géré et exploité sous contrat par Consolidated Nuclear Security, LLC (CNS) et Bechtel, Leidos, Inc., Orbital ATK, Inc, et SOC LLC, avec Booz Allen Hamilton, Inc. comme sous-traitant   (CNS gère aussi Pantex Plant au Texas). Ses recherches et productions ont des applications à la fois militaires et civiles.

## Accidents

### Accident de criticité (excursion) de 1958
La nuit du 16 juin 1958 (à 23 h), dans une unité chargée d'extraire de l'uranium enrichi de divers déchets nucléaires solides, un accident de criticité s'est produit dans l'aile C-1 du bâtiment 9212 de l'établissement, alors exploité sous la direction d'Union Carbide Nuclear Company une filiale d'Union Carbide and Carbon Corporation : une solution de nitrate d'uranyle hautement enrichi (contenant environ 2,5 kg d'uranium composé à 90 % environ d'uranium 235 ) est involontairement détournée vers un fût en acier d'une contenance de 55 gallons ). Dans ce fût, le niveau de criticité est atteint, et une réaction de fission y démarre. Un pic de fission initial a été suivi d'une oscillation en puissance, avant que la réaction ne soit finalement interrompue par l'eau supplémentaire qui s'écoulait dans le tambour. 
À partir des données des équipements de mesure de rayonnement situés à proximité il a ensuite été estimé que l'excursion de criticité a duré environ 20 minutes, le pic de radiation ayant concerné les 2,8 premières minutes, après quoi l'ébullition du liquide est supposée avoir provoqué une forte diminution de la densité et de la réactivité du système durant les 18 dernières minutes de l'excursion . 
Huit travailleurs (Bill Wilburn, O. C. Collins, Travis Rogers, R. D. Jones, Howard Wagner, T. W. Stinnett, Paul McCurry et Bill Clark) étaient présents ; tous ont été irradiés de manière modérée à sévère selon les cas. Ils sont dû être hospitalisés plusieurs semaines à l'ORINS Medical Division Hospital pour exposition aux radiations. Selon le rapport publié en 1959 sur l'accident, ils ont commencé à perdre leurs cheveux à partir du dix-septième jour, puis une tendance hémorragique a concerné la période du vingt-cinquième au trentième jour. « Les antibiotiques n'ont pas été utilisés à titre prophylactique. Quelques épisodes infectieux mineurs se sont produits, mais ont été facilement gérés. Les études hématologiques ont montré le schéma caractéristique des changements attendus après une irradiation corporelle totale ». Une évaluation des doses reçues a été faite. Peu après l'accident, selon le rapport médical officiel, il a été estimé que cinq des huit personnes ont reçu une dose globale d'environ 300 rads et que les trois autres ont reçu de 20 à 70 rads, sans complication dues à d'autres traumatismes lors de l'accident ; les soins hospitaliers et développements médicaux ont été décrits en 1959 (60 jours d'études hématologiques, biochimiques et autres). Le traitement a été symptomatique ; et le compte rendu contenait des discussions sur le syndrome de radio-exposition aiguë et la surveillance des radiations par un accident de criticité sont incluses. 
Les 3 patients le moins touchés ont quitté l'hôpital après 10 jours, alors que les autres y sont restés 44 jours après l'accident, puis suivis en ambulatoire.
Leurs valeurs sanguines étant redevenues normales, les huit irradiés ont été réaffectés à leur travail. 
En juin 1960, ces huit personnes ont intenté une action en justice contre la Commission américaine de l'énergie atomique, procès qui fut finalement réglé à l'amiable : Wilburn, qui avait reçu la dose de rayonnement la plus élevée, a reçu une compensation de 18 000 $ et son collègue Clark a reçu 9 000 $ .
Dans le cadre du programme américain d'indemnisation des maladies professionnelles des employés du secteur de l'énergie, ces huit hommes ont tous reçu plus tard une compensation supplémentaire de la part du gouvernement ; Clark a collecté plusieurs paiements totalisant environ 250 000 $. 
La plupart, voire la totalité des huit victimes ont reçu un diagnostic de cancer à un moment donné de leur vie. En juin 2014, Clark était le seul survivant du groupe.
Cet accident a été documenté et médiatisé
,, et compte parmi les premiers ayant montré la nécessité d'équiper les employés de dosimètres, à avoir fait l'objet d'un retour d'expérience partagé (données de laboratoire, traitement médical), et ayant été comparé avec d'autres accidents de ce type ailleurs. Les huit employés ont fait l'objet d'un suivi médical à long terme incluant des études hématologiques, biochimiques et cytogénétiques. 
Environ vingt ans plus tard (en 1980), G.A Andrews a rétrospectivement jugé, sur la base des données dont il disposait que « le traitement adopté pour ce groupe d'hommes immédiatement après l'accident peut être considéré comme adéquat et efficace et un modèle pour une expérience similaire à l'avenir ».
Union Carbide Nuclear Company avait publié deux ans plus tôt (en aout 1956) un document sur la filtration et/ou évacuation vers l'extérieur des gaz radioactifs en cas de défaut de refroidissement avec fuite du réacteur. 
La première modélisation incluant les émissions gazeuses publiquement publiée ne date que de 2013
Remarques : une autre excursion de criticité a eu lieu en 1968 à Oakridge, mais sans conséquences humaines ni matérielles. Le personnel d'Oak Ridge fait l'objet d'un suivi épidémiologique.

### Accident de 1999
Une explosion chimique a blessé plusieurs travailleurs de l'installation Y-12 le 8 décembre 1999, lorsque du NaK a été nettoyé après un déversement accidentel, de manière inappropriée avec de l'huile minérale qui a été enflammée par inadvertance quand un revêtement de surface en superoxyde de potassium a été rayé par un outil métallique.